# Mort de l'Esperanceta Trinquis
Mort de l'Esperanceta Trinquis és un acrílic sobre fusta fet per Armand Cardona Torrandell el 1985 i que es conserva, des de l'octubre de 2011, a la biblioteca que duu el seu nom de Vilanova i la Geltrú.

## Descripció
L'Esperanceta Trinquis és un dels personatges de Ronda de mort a Sinera, de Salvador Espriu. La Trinquis era una captaire alcoholitzada que vivia en una cova als afores de Sinera i sovint patia la crueltat dels més joves que l'apedregaven. Protagonista de molts fragments d'Espriu, esdevé paradigma de la trista condició humana. Com Espriu, Cardona també se sentia captivat per aquest personatge que representà en diverses ocasions.
Coberta de neu, glaçada, l'Esperanceta Trinquis jeu morta, descalça, a prop de la via del tren. La mort de la Trinquis és un dels actes més destacats de Ronda de mort a Sinera. Cardona dona forma en aquesta pintura al poema d'Espriu Cançó de l'Esperanceta Trinquis, del qual inclou alguns versos. L'artista pintà aquesta obra mentre creava la gran pintura mural Murs de Teatre per al Círcol Catòlic de Vilanova i la Geltrú, en la qual també pinta a l'Esperanceta Trinquis juntament amb altres personatges de Ronda de mort a Sinera i de La bona persona de Sezuan de Brecht, entre d'altres.

## Mides del quadre
És un quadre de grans dimensions, amb 123 cm de llargada per 175 d'amplada.